# Princess Knight
Princess Knight (яп. リボンの騎士, Ribon no Kishi, досл. «Лицар стрічки») — японська манга, написана та проілюстрована Осаму Тедзукою. Сюжет розповідає про пригоди Сапфір, дівчинки, яка випадково народилася з блакитним серцем хлопчика та рожевим серцем дівчинки. Вона прикидається принцом, щоб не дати злому герцогу Дюралюміну захопити королівство через його сина Пластика. Головна героїня, що змінює стать, був натхненний виключно жіночою музичною театральною групою Takarazuka Revue, в якій жінки виконували як жіночі, так і чоловічі ролі.
Історію замовив редактор журналу Shōjo Club видавництва Kodansha, який хотів, щоб Тедзука створив мангу, орієнтовану на жіночу аудиторію, яка могла б повторити успіх його колишніх історій про хлопчиків. Потім автор створив Princess Knight, яка спочатку видавалася в цьому журналі з 1953 по 1956 рік. Популярність манґи призвела до радіопостановки в 1955 році, трьох інших серіалізацій між 1958 і 1968 роками та 52-серійного телевізійного аніме-серіалу від Mushi Production, який транслювався на Fuji TV з 1967 по 1968 рік. Твір також вплинув на кілька сценічних мюзиклів, починаючи з 1980-х років, і надихнув інших авторів на переробки цього твору.
Один з найвідоміших творів Тедзуки, що вважається класикою, Princess Knight мав великий вплив на індустрію манґи та аніме. Зображення гендерних ролей неоднозначно інтерпретується критиками: одні стверджують, що манга має профеміністичні ідеали, а інші вважають, що вона виражає мізогінні ідеали японського суспільства 1950-60-х років. Тим не менш, вона започаткувала традицію андрогінних героїнь і визначила кілька напрямків у жанрі сьодзьо. Фактично, це одна з перших робіт у цьому жанрі, яка була сфокусована на оповіданні та зображувала жінку-супергероя.

## Сюжет
Події розгортаються у світі, що нагадує середньовічну європейську казку. Це історія Сапфір, яка мусить вдавати з себе принца-чоловіка, щоб успадкувати трон Срібної країни, оскільки жінки не мають на це права. Коли вона народжується, її батько, король, оголошує, що його дитина — хлопчик, а не дівчинка. Причиною цього є те, що наступний у черзі на престол, герцог Дюралюмін, злий чоловік, який репресуватиме народ, якщо його син, Пластик, стане королем. Дюралюмін та його поплічник барон Найлон часто виношують плани захоплення королівства і намагаються довести, що Сапфір насправді дівчина. Сапфір може прикидатися хлопцем, бо при народженні вона отримала блакитне серце хлопчика і рожеве серце дівчинки. Через це Бог послав Тінк, молодого ангела-учня, на Землю, щоб забрати зайве серце Сапфір. Однак Сапфір не дозволила Тінку забрати своє хлоп’яче серце.
Сапфір і Тінк переживають безліч пригод, включаючи зустрічі з Сатаною, чаклуном, який хоче викрасти особливу двосердечну душу Сапфір і захопити королівство. Однак його завжди розчаровує Тінк і його страх перед ангелами, а також його власна дочка Геката, демонічна відьма-перевертень, яка спочатку здається такою ж злою, як і її батько, але потім таємно допомагає Сапфір зірвати плани батька. Вночі Сапфір також одягає маску в стилі Зорро і бореться зі злочинністю як Лицар-привид, а ще закохується у Франца Прекрасного, молодого принца із сусідньої Золотої країни. Їхні стосунки багатогранні: Франц знає Сапфір як трьох абсолютно різних людей і відчуває до кожного з них різні почуття. Він дружить із принцом Сапфір, закоханий у безіменну принцесу і зневажає Лицаря-привида, який, на його думку, є конкурентом за прихильність принцеси.
За сюжетом Дюралюмін влаштовує державний переворот, щоб завоювати Срібну країну, виконуючи накази Містера Ікс — великого чоловіка, повністю одягненого в червоні обладунки, правителя Ікс-союзу, сусідньої протофашистської федерації націй, яка хоче завоювати три королівства (Срібну, Золоту та Вугільну країни). Король і королева потрапляють у полон, але допомагають Сапфір втекти. Дюралюмін збирається проголосити свого сина королем, а себе регентом, але його вбиває Найлон, якого постійні знущання герцога довели до божевілля. Психічно збожеволілий Найлон проголошує себе королем і вітає Містера Ікс та його армію в Срібній країні. Проте невдовзі Містер Ікс дає зрозуміти, що не має наміру дозволяти Найлону правити, навіть як маріонетковому монарху, і просто тримає його біля себе як пустотливого блазня.
Сапфір і Франц намагаються запобігти страті короля і королеви, але вони запізнюються, і короля і королеву скидають у море. Кульмінацією стає фінальна битва, коли Сапфір вирушає до замку Срібної країни, щоб протистояти Містеру Ікс за допомогою трьох чарівних кульок. Кулі, подаровані Сапфір батьками, уособлюють три королівства і мають врятувати Срібну країну: спочатку вони дзвонять у королівські дзвони, магічним чином даючи людям волю до боротьби із загарбниками.
Сапфір переплавляє кульки на чарівну сокиру, яку вона використовує, щоб розгромити війська Містера Ікс, зруйнувати стіни замку і протистояти самому Ікс. За допомогою Франца Сапфір викликає Містера Ікс на дуель і встигає його поранити. Коли розлючений Містер Ікс готовий розрубати Сапфір і Франца навпіл, Тінк кличе на допомогу Бога, і блискавка влучає в Ікса. Коли Сапфір, здається, тріумфує, Містер Ікс підводиться від позірної смерті й починає голими руками трощити замок, зрештою спричиняючи його падіння на себе. Найлон, який блукає коридорами, наче несамовитий божевільний, також розчавлений на смерть. Сапфір тікає з розваленого замку і тріумфально стоїть у сонячному світлі. Тінк, смертельно поранений руйнуванням замку, каже Богові, що готовий пожертвувати своїм життям, аби той воскресив батьків Сапфір з мертвих. Бог погоджується повернути до життя короля і королеву, коли Тінк помирає.
Сапфір і Франц зрештою одружуються. Дух Тінка повертається на небеса, де він нарешті отримує крила.

## Виробництво і стиль

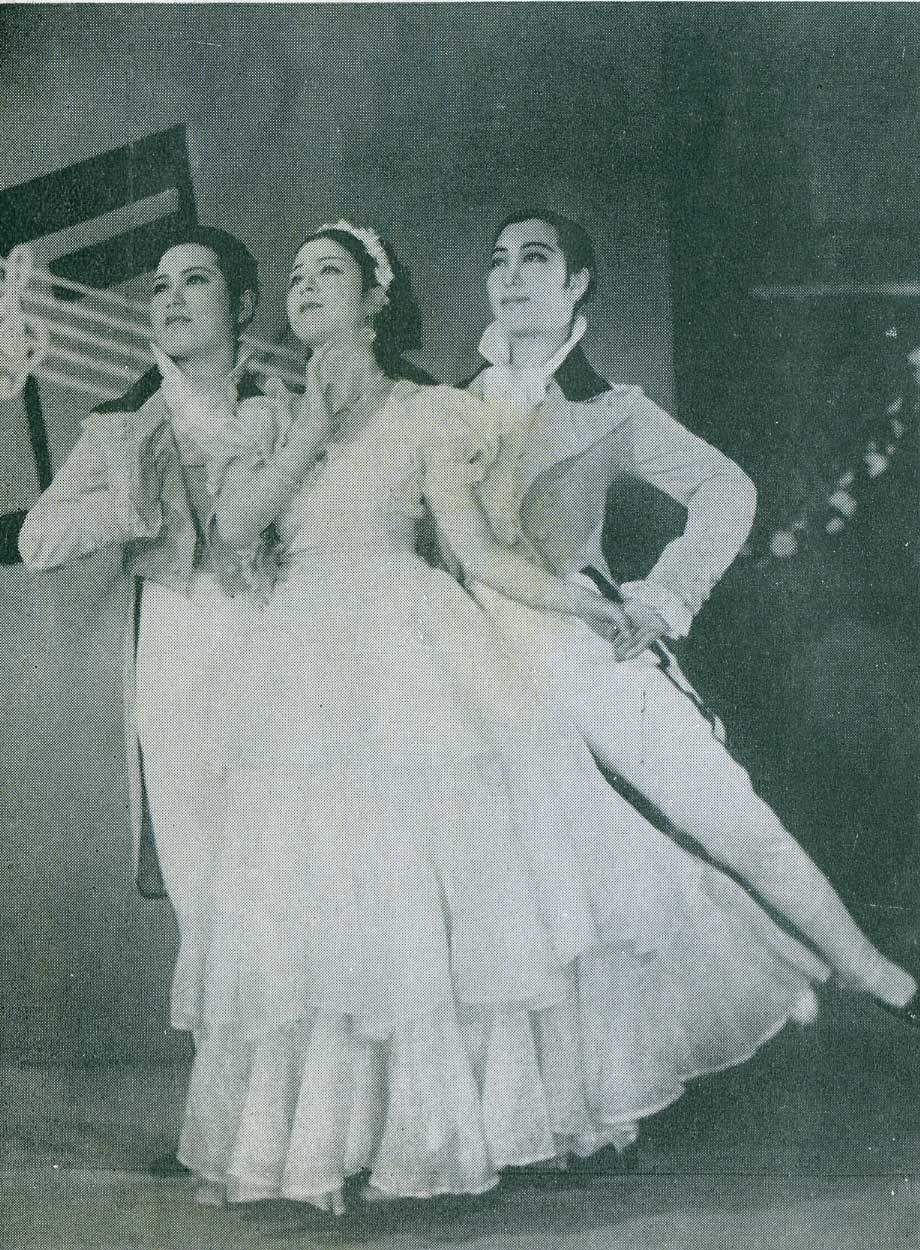
Виступи Takarazuka Revue були основним впливом Тедзуки під час створення Princess Knight

У 1950-х роках Осаму Тедзука вже був популярним, написавши Kimba the White Lion (1950) і Astro Boy (1952). Наприкінці 1952 року редактор журналу Shojo Club запитав Тедзуку, чи зможе він створити твір, подібний до своїх попередніх, але спрямований на дівчат. Тедзука погодився, і його першою ідеєю було перенести повністю жіночу музичну театральну групу Takarazuka Revue в мангу. «Естетика Такарадзуки повністю проявляється в Princess Knight», стверджував Нацу Онода Павер у своїй книзі «Бог коміксів».
Народившись в Осаці, Тедзука жив у місті Такарадзука з п’яти до двадцяти чотирьох років, і з матір'ю, яка була фанаткою ревю, він часто дивився його вистави в дитинстві та юності. Костюми, декорації та лірика Такарадзуки, а також гендерне представлення та сексуальна політика були використані Тедзукою при створенні Princess Knight. Сапфір була натхненна образом dansō no reijin («красуня в чоловічому вбранні») Такарадзуки, а Франц створений за зразком однієї з головних актрис Ячіо Касугано. Нобуко Отова в ролі Пака у «Сні в літню ніч» вплинула на характер Тінка.
Техніка анімації ранніх фільмів Діснея вплинула на художній стиль Тедзуки, особливо на його спосіб малювання дитячих рис обличчя та очей. Дуже великі очі також були натхненні виступами Такарадзуки. На колорит і оформлення вплинув фільм «Казки Гофмана». Деякі аспекти Princess Knight також нагадують його попередню мангу сьодзьо, Kiseki no Mori no Monogatari, де були капелюхи з пір’ям і чоловіки в білих маййо, а також пригодницькі сюжетні лінії. На нього також вплинули західна література, християнство, грецька міфологія та європейські казки — через це мангу описували як «триппову пастишу поп-культури». Рецензенти відчули впливи Попелюшки, Фантазії, Піноккіо, Сплячої красуні, Білосніжки, Бетті Буп, Капітана Блада, Дракули, Амура і Психеї, Гамлета, Лебединого озера, Скарлет Пімпернел і Вільгельма Телля.

## Теми
Численні критики запропонували багато можливих інтерпретацій щодо наявності гендерної двозначності та андрогінності у Princess Knight. Патрік Дражен, автор книги «Аніме-вибух!», заявив, що андрогінність у серіалі є «оманливою», оскільки вона стосується гендера, а не статі, і «точніше, гендерно-рольових очікувань». Філіп Брофі з «Ґекіґа Тедзуки: за маскою манґи» підсумував це так: «Завдяки візуалізації маскулінності та фемінності в одному тілі автор зміг зобразити конфліктуючі "я" в одностатевому тілі під тиском соціальної відповідності, отже, буквально втіливши пошук ідентичності та суб'єктивної свободи». Ед Сайзмор із Manga Worth Reading каже, що центральна ідея Тедзуки критикує «хибну дихотомію, яку суспільство створює між чоловіком і жінкою». Кріс Маутнер з The Comics Journal підкреслив присутність Фрібе, «відчайдушної» фехтувальниці, як ще одне зображення жінок у непідлеглому становищі (на відміну від звичного зображення).
—Ед Сайзмор із Manga Worth Reading
З іншого боку, Сільверман стверджує, що в ньому відображені гендерні стереотипи та «деякі з найбільш мізогінних ідеалів Японії 1960-х років», як, наприклад, той факт, що хлоп’яче серце надає Сапфір фізичної сили. Маутнер також виявив «деякий» сексизм у творі, надавши як приклад той факт, що вона втрачає свої здібності до фехтування, коли залишається без свого хлопчачого серця. Дражен і Маутнер підкреслили, що манга порушила деякі гендерні очікування, але не відмовилася від них, оскільки Сапфір зрештою виходить заміж за Франца. Павер заявив, що таким ставленням Сапфір показує, що «її справжнє щастя приходить через перебування в традиційній жіночій ролі». Для Пола Граветта це продемонструвало, що вона «зрештою не була феміністкою-бунтаркою», і він написав у «Манзі: Шістдесят років японських коміксів», що Тедзука «створив вишуканий світ нерішучості». Павер дійшов висновку, що «образ Сапфір, мабуть, надсилав складні, якщо не суперечливі, повідомлення» читачам. Цей конфлікт змусив Брофі сказати: «Можливо, було б точніше зобразити її характеристику як шизофренічну, а не андрогінну». Як приклад, Брофі згадує «сцену, де Сапфір, одягнена в сукню, щасливо плете гірлянду з квітів для своєї матері, але потім о дев'ятій годині повинна стати принцом. Хоча спочатку Сапфір тихо нарікає на свій незавершений вінок, у вбранні принца — з чоловічим виразом обличчя і чоловічою мовою — вона без вагань бере свій меч і знищує вінок».
Сноу Вайлдсміт з ICv2 описала серіал як такий, що має «молодих персонажів, які не хочуть дотримуватися ролей, прописаних для них батьками, а більшість жінок втомилися від того, що їм кажуть, що вони — слабка стать». Маутнер писав, що «якщо в Princess Knight і є центральна тема, то це не статеві ролі, а батьківські очікування та синівський обов’язок». Дражен також викрив, що в серіалі йдеться про «ще одну класично японську пару протилежностей: обов’язок і бажання». Він додав, що «вона не обурюється своїм обов'язком» бути хлопчиком і отримувати від цього задоволення, але «тільки наодинці вона живе своїми жіночими бажаннями». Маутнер висловив схожу думку, стверджуючи, що навіть якщо їй подобається бути хлопчиком, вона «має сильне бажання потурати своїй жіночій стороні».

## Медіа

### Манґа
В Японії було чотири манґа-серіалізації Princess Knight. Перша виходила з січня 1953 по січень 1956 року в журналі Shōjo Club видавництва Kodansha, після чого було видано три томи танкобонів з 30 грудня 1954 року по 25 червня 1958 року. За нею послідувало кілька перевидань; два томи вийшли 11 жовтня та 13 листопада 1979 року в серії повної збірки творів Осаму Тедзуки; 17 квітня 1995 року в серії KC Grand Collection та 12 листопада 1999 року в серії Manga Bunko. У 2004 році Geneon Universal Entertainment випустила канзенбан видання манги, яке було перевидано Fukkan.com у 2012 році. Її також було випущено у тритомному виданні Kanzen Fukkoku-ban (яп. 完全復刻版) 13 січня 2009 року, потім у «Спеціальному боксі» 14 січня 2009 року, та у новому бунко-виданні повної збірки творів Осаму Тедзуки 10 лютого 2011 року.
Друга серіалізація, продовження версії Shōjo Club, випускалася в журналі Nakayoshi з січня по червень 1958 року. Для публікації у вигляді книги назву було змінено на The Twin Knights (яп. 双子の騎士, Futago no Kishi), але серіал все ще називався Princess Knight. Вперше вона була укладена Suzuka Shuppan і випущена в одному танкобоні 15 травня 1960 року, який був перевиданий Mushi Pro Shōji 15 липня 1971 року. Kodansha публікувало мангу в різних лінійках і форматах; 28 липня 1978 року в повній збірці творів Осаму Тедзуки; 4 червня 1995 року в лінійці KC Grand Collection; 12 листопада 1999 року в лінійці Manga Bunko; та у новому бунко-виданні повної збірки творів Осаму Тедзуки 12 травня 2010 року.
Третя серіалізація була переробкою версії Shōjo Club і виходила з січня 1963 по жовтень 1966 року в Nakayoshi, і спочатку була опублікована у п'яти томах видавництвом Kodansha з 15 серпня 1964 року по 15 червня 1966 року. За ним послідувало кілька перевипусків і перевидань; три томи були опубліковані видавництвом Shogakukan у форматі кишенькової книжки з 10 березня по 10 травня 1969 року; три томи були опубліковані з 13 червня 1977 року по 11 січня 1978 року у повній збірці творів манги Осаму Тедзуки видавництва Kodansha; у червні 1982 року її було видано Holp Shuppan; 14 грудня 1994 року в лінійці KC Grand Collection; 9 жовтня 1999 року в лінійці Manga Bunko; та у новому бунко-виданні повної збірки творів Осаму Тедзуки 9 жовтня 2009 року. Видання Kanzen Fukkoku-ban разом зі «Спеціальним боксом» вийшло 29 травня 2009 року.
Четверта серіалізація була науково-фантастичною історією, яку спочатку написав Тедзука, а малюнки зробив Кітано Хідеакі. Серіал публікувався в журналі Shōjo Friend у 1967 році, одночасно з його трансляцією по телебаченню у вигляді аніме. Kodansha зібрав розділи у два томи, випущені 3 травня і 3 червня 1967 року. Сам Тедзука визнав, що це був «комерційний провал, непродумана» версія серіалу.

### Аніме
Аніме-серіал Princess Knight був створений компанією Mushi Production, виконавчим директором якого був Осаму Тедзука, а головними режисерами Чікао Кацуї та Канджі Акаборі. Серіал з 52 епізодів спочатку транслювався в Японії на телеканалі Fuji TV з 2 квітня 1967 року по 7 квітня 1968 року. Окрім аніме-серіалу, існує також 28-хвилинний пілотний фільм, який був зроблений  у листопаді 1966 року, але не транслювався на телебаченні. Він був випущений у вигляді додаткової серії, коли серіал вийшов на LaserDisc в Японії. Всі серії були випущені на LaserDisc компанією Pioneer 28 березня 1997 року. Епізоди також поширювалися у форматі DVD; Nippon Columbia випустила два бокс-сети 21 грудня 2001 року та 1 червня 2002 року. Єдиний бокс-сет був випущений компанією Columbia 23 липня 2008 року, і ще один — Takarashijima 29 жовтня 2010 року. Серія DVD «Найкраща добірка» була вперше випущена Columbia 25 вересня 2003 року, і перевидана 23 липня 2008 року.

### Театр
У різні періоди своєї кар'єри Тедзука працював над короткими оригінальними анімаційними фільмами, або «театральним аніме», які включали в себе частину історії Princess Knight. Зразки цієї роботи були показані в «300-дюймовому театрі», який проходив у Tezuka Osamu World в будівлі кіотського вокзалу з липня 1999 року. У цьому фільмі Фенікс (з однойменної манги Тедзуки) виступає в ролі оповідача і представляє дві картини. Перша частина розповідає історію Принцеси-лицаря, а друга — про Мінамото Йошіцуне, який залишив свій слід в історії Кіото як людина, що всупереч своєму прагненню до миру, як і Сапфір, була втягнута в боротьбу за чужий злий задум.

## Сприйняття
Princess Knight, яка широко вважається класикою в Японії, була дуже популярною серед японських дівчат. Це один із найпопулярніших творів автора в Японії. Бамбу Донг з ANN назвав його «захоплюючою частиною історії аніме... яка витримала випробування часом». У 2005 році японська телевізійна мережа TV Asahi провела онлайн-опитування «Топ-100» і загальнонаціональне опитування; твір посів 74 місце в онлайн-опитуванні та 71 місце в загальнонаціональному. У 2006 році TV Asahi провела чергове онлайн-опитування на сотню кращих аніме, і Princess Knight не потрапила в загальний список, але зайняла 77 місце в «Списку знаменитостей». Після заяви видавництва Vertical про те, що вона опублікує Princess Knight англійською мовою, критики Кріс Батчер і Деб Аокі визнали цю мангу однією з найбільш очікуваних, анонсованих на Comic-Con. У наступному році критики Карло Сантос і Шейнон Гарріті на Comic-Con визнали її однією з найкращих нових «дитячих/підліткових» манг. Аокі для About.com вибрав її як друге найкраще нове сьодзьо, випущене у 2011 році після Сейлор Мун, заявивши, що вона «може здаватися трохи застарілою і химерною порівняно з її сучасними аналогами, але вона не менш чарівна та цікава для читання». Граветт включив Princess Knight у свою книгу «1001 комікс, який ви повинні прочитати перед смертю».
Якість малюнку було добре сприйняте критиками, зокрема Сайзмором, Джозефом Ластером з Otaku USA, Вайлдсмітом, Крісом Кірбі з The Fandom Post, і Маутнером, який заявив: «Візуально Knight — це приголомшливе досягнення». З іншого боку, Карло Сантос і Сільверман з ANN зазначили, що художній стиль може не сподобатися сучасним читачам, а Сільверман вважає його великим «стримуючим фактором». Кірбі писав, що Princess Knight — це «приємно дивитись, приємно читати, і це розвага, яка розважає більше, ніж будь-що». Сайзмор похвалив серіал за те, що він «постійно дарує гострі відчуття на кожному кроці», на відміну від Вайлдсміта, який вважав епізодичну природу серіалу «хаотичною і нецілеспрямованою». Хоча також високо оцінюючи формулу, Сантос заявив, що в цілому історія «має свої слабкі місця» і «дозволяє собі... логічні лазівки». Ластер стверджував, що спочатку він надто зосереджувався на жартах, які «легко могли стати виснажливими», але екшн в останніх розділах долає це. Сайзмор назвав історію «веселою», але «глибоко недосконалою у своєму оповіданні». Шон А. Нурдін із The Star стверджував: «Незабутні персонажі, пригоди, драма і комедія (не кажучи вже про основу для дослідження таких питань, як фемінізм, гендерна рівність та ідентичність) — все це є, але шквал сюжетних арок ускладнив наше залучення до оповіді».

## Спадщина

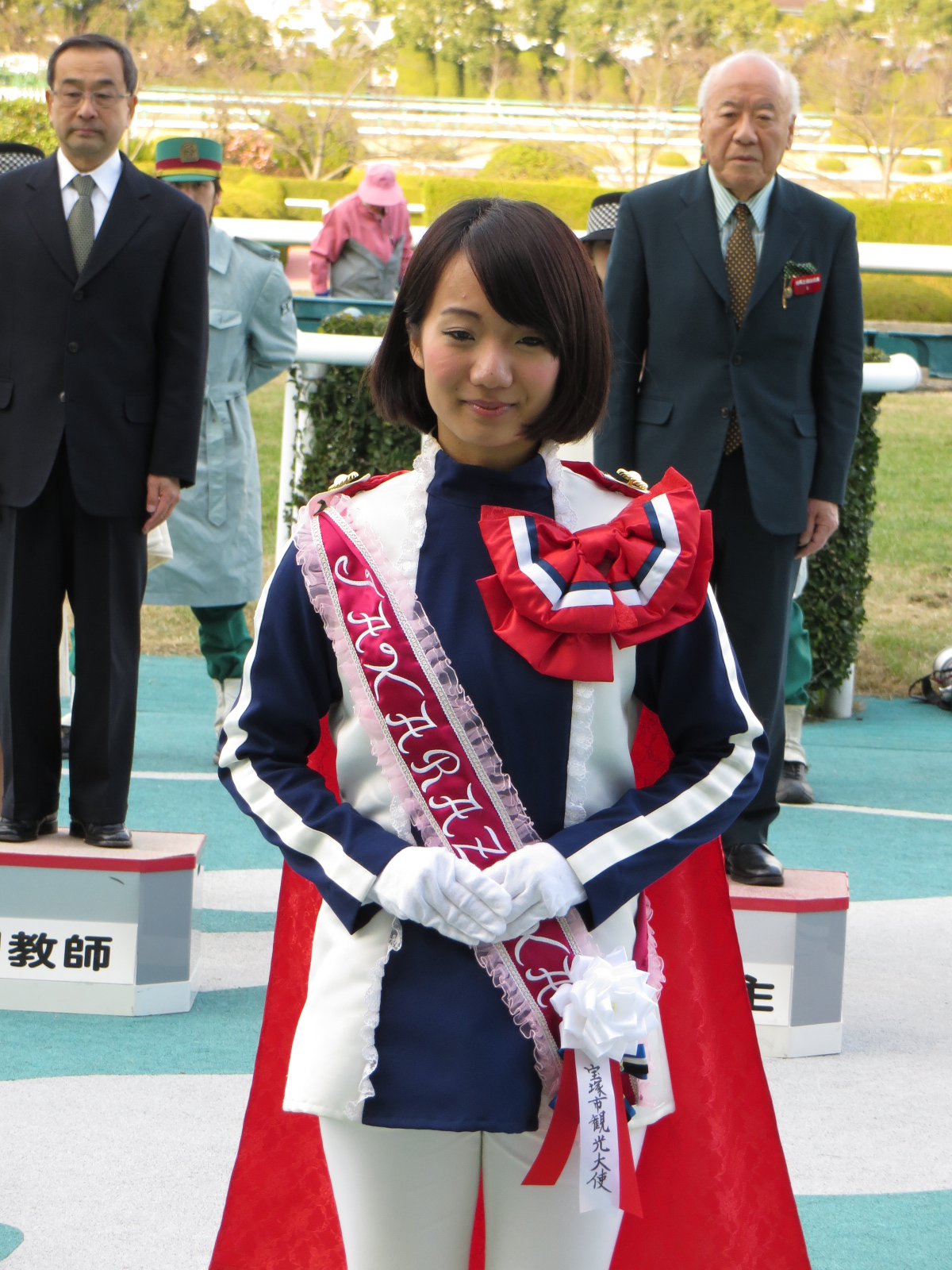
Екскурсійний посол у Такарадзуці, Хьоґо, у костюмі Принцеси-лицаря, 2012 рік.

### Вплив на індустрію
Princess Knight знаменує собою перший випадок, коли Тедзука використав свій формат «сюжетного коміксу» — який використовує структуру оповіді та кінематографічні прийоми — у манзі сьодзьо. Серіал змінив концепцію сьодзьо з коміксів або смужок, які навчають «хорошій поведінці», на повноцінні розповіді з глибокими персонажами, і тому вважається першим сучасним твором цього жанру. У ньому також з'явилися елементи, які будуть характерними для пізніх творів цього жанру, зокрема ідеалізоване закордонне (з японської точки зору) оточення, героїня з великими очима та гендерна невизначеність з певною часткою андрогінності. У 1970-х роках у манзі сьодзьо переважали дві тенденції: перша зображувала «андрогінних, маскулінних або безстатевих героїв, які шукають себе та кохання», а інша мала «більш явний роман за участю звичайної дівчини». Елементи обох вже були закладені в персонажі Сапфір.
Вважається, що манга поклала початок жанру жіночих супергероїнь і є прототипом жанру магічних дівчат. Мартін Терон з ANN підтвердив, що «вплив серіалу ... незмірний, і в реальному сенсі кожна головна героїня, яка з'явилася після нього, є прямим або непрямим духовним нащадком Сапфір». Дійсно, Сапфір є однією з найбільш впізнаваних героїнь Тедзуки; з 3 березня по 27 червня 2016 року Музей манги Осаму Тедзуки спонсорував художню виставку, зосереджену на «Героїнях Осаму Тедзуки», на якій були представлені Сапфір і Піноко з Black Jack. Томас Зот з Mania.com також вважав її найбільш знаковою героїнею в історії аніме.
Ця робота розширила рамки японської популярної культури, відкривши можливість дослідження ширшого діапазону сексуальних орієнтацій, що виходить за межі чіткої гендерної бінарної гомо- чи гетеросексуальності. За словами Брофі, «багатий потенціал манґи сьодзьо для складних репрезентацій людської психіки в різноманітних соціокультурних контекстах був, по суті, сконструйований андрогінним персонажем Тедзуки — Сапфір». Зображення першої гендерно неоднозначної героїні вплинуло на багато творів, особливо на сьодзьо, такі як The Rose of Versailles.